# Нермин Усени
Нермин Усени (Призрен, 13. март 1980) бивши је српски фудбалер. Током каријере је играо на позицији везног играча.

## Успеси
Младост Лучани
- Прва лига Србије (1) : 2006/07.[6]

 Рудар Пљевља
- Прва лига Црне Горе (1) : 2009/10.[7]
- Куп Црне Горе (2) : 2009/10, 2010/11.[8][9]